# Aurel Bordenache
Aurel Bordenache,  (n. 17 septembrie 1902, Huși – d. 1987, București) a fost un pictor, sculptor, grafician și machetator de mărci poștale român care a locuit din 1944 în orașul Codlea.

## Biografie
Acesta și-a desăvârșit studiile la École nationale supérieure des beaux-arts din Paris.
Basoreliefurile care decorează fațada mausoleul eroilor din Mărăști au fost executate de către Bordenache, care s-a inspirat din fapte petrecute în realitate la Bătălia de la Mărăști. 

Codlea, 1948
Portret; „Doamna”
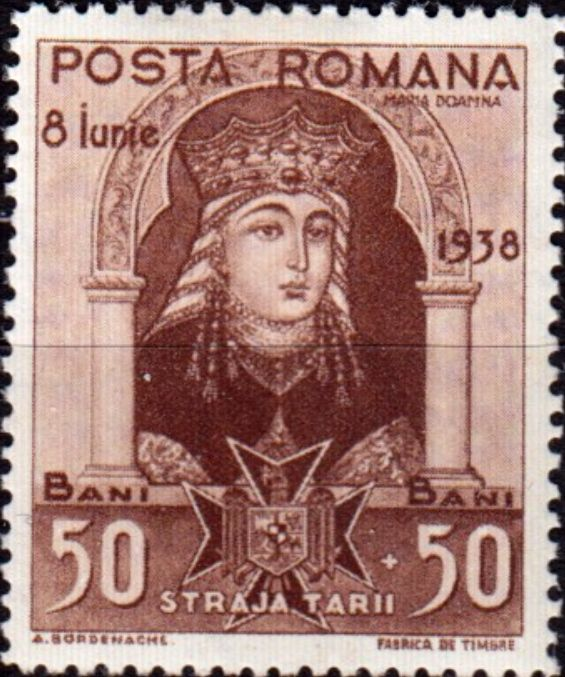
Maria Doamna